# Henri Gaudier-Brzeska
Henri Gaudier-Brzeska, född 4 oktober 1891 i St. Jean de Braye, Orléans, Frankrike, död 5 juni 1915 i Neuville-Saint-Vaast, Frankrike, var en fransk skulptör som utvecklade en grovt huggen och primitiv stil i sitt skapande.

## Biografi
År 1910 flyttade Gaudier till London för att bli konstnär, även om han inte hade någon formell utbildning. Med honom kom Sophie Brzeska, en polsk författarinna, mer än dubbelt så gammal som han själv, som han träffat på Bibliothèque Sainte-Genevière i Paris. De utvecklade ett intensivt symbiotiskt förhållande och han antog hennes efternamn trots att de aldrig blev gifta.
Inspirerad av sin fader, som var snickare, beslöt att ta upp skulptur som sitt uttrycksmedel. Väl i England anslöt han sig till vorticismen utövad av Ezra Pound och Wyndham Lewis och blev en av grundarna av the London Group.
Efter att ha kommit under inflytande av Jacob Epstein 1912, började han tro på att skulpturen skulle kunna lämna bakom sig den mycket färdiga, polerade stilen från antikens Grekland och anamma en mer jordnära direkt bearbetning, där verktygsmärkena lämnas synliga på det slutliga arbetet som ett fingeravtryck av konstnären. Genom att överge sin tidigare fascination för Auguste Rodin, började han i stället studera utomeuropeiska konstverk placerade i British Museum och Victoria and Albert Museum.

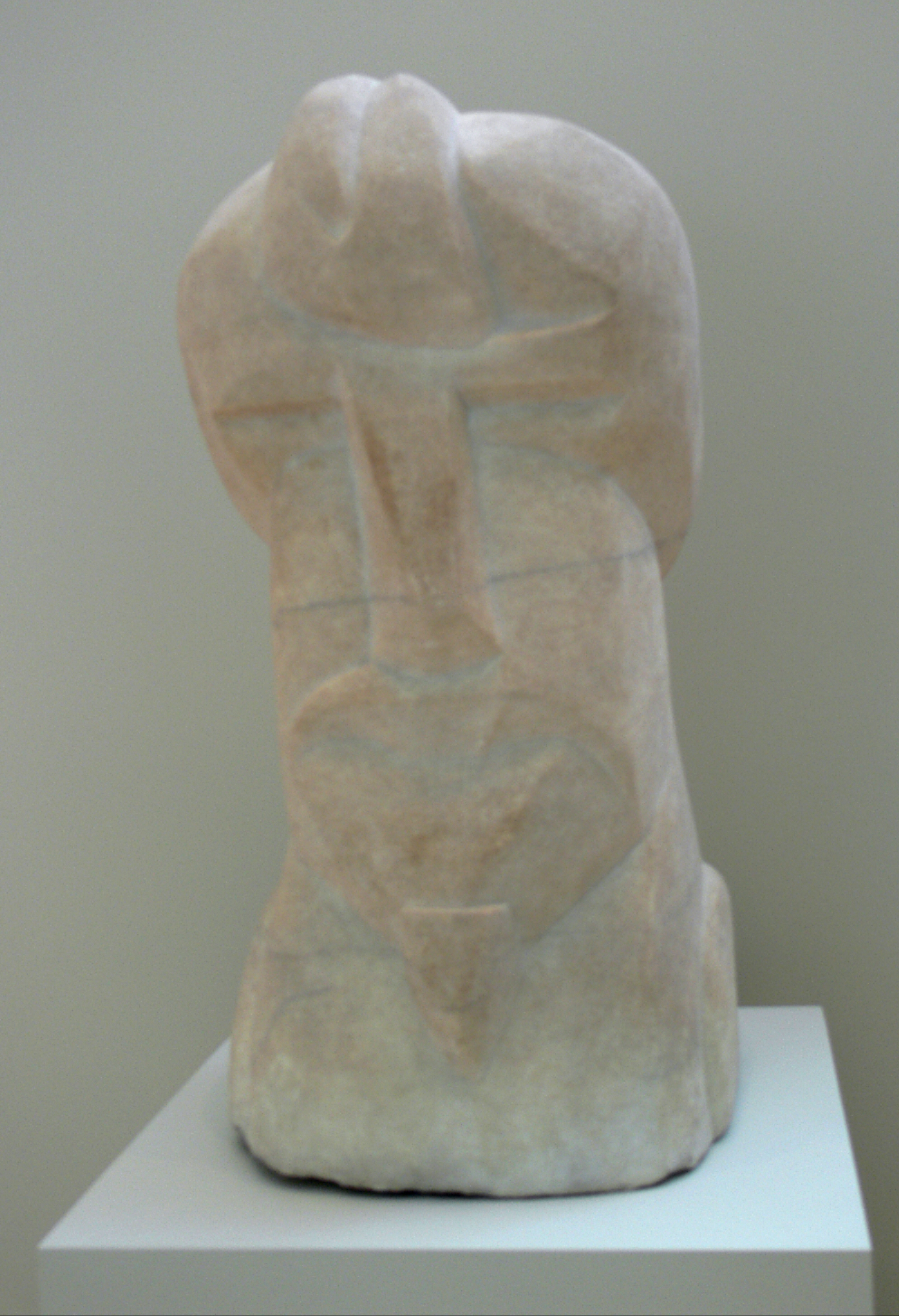
Head of Ezra Pound, 1914.

När han inte kunde få de råvaror som behövdes för att utföra arbeten på de indiska och assyriska, av Epstein influerade, verken, koncentrerade han sig initialt på genrer som minimalistisk skulptur som japansk netsuke, innan han utvecklade ett intresse för arbete från Västafrika och Stillahavsområdet.
År 1913, medverkade han till illustrationer av Haldane Macfalls bok Splendid Wayfaring tillsammans med Claud Lovat Fraser och Edward Gordon Craig.
Med sina starkt förenklade djur- och människoframställningar, inspirerade av kubismen, hann han under sin korta levnad bli en banbrytare för den moderna skulpturen i England.